# Atlas III
Atlas III byla americká nosná raketa, používaná v letech 2000–2005. Byla první z rodiny raket Atlas, která používala „normální“ koncepci odhazovacích stupňů (předchozí verze byly 1,5stupňové a odhazovány byly pouze dva samostatné motory, nikoli celý stupeň). Po předchozích členech rodiny zdědila balonové nádrže (nádrž bez podpůrné konstrukce, tvar a pevnost zaručuje vnitřní tlak), naváděcí systém a druhý stupeň Centaur, který je používán již téměř 50 let. Nejvýznamnější změnou je však použití ruských motorů RD-180 s uzavřeným cyklem, které jsou používány i na dnešních raketách Atlas V. Celkem se konalo 6 startů a všechny byly úspěšné.

## Popis
Oproti svým předchůdcům měl Atlas III kompletně přepracovaný první stupeň ale druhý stupeň Centaur zůstal beze změn. Nejzásadnější změnou v konstrukci prvního stupně bylo opuštění 1,5 resp. 2,5stupňového uspořádání, kdy jsou během letu odhozeny dva ze tří motorů ale nádrže a zbylé konstrukční prvky zůstávají až do finálního odpojení nákladu resp. do oddělení druhého stupně. Další změnou jsou použité motory. Původní motory Rocketdyne MA-5 byly nahrazeny motory ruské konstrukce RD-180, které byly na počátku 90. let zakoupeny společností Lockheed a jsou vyráběny společným podnikem firem NPO Energomaš a Pratt & Whitney. Z předchozích raket rodiny Atlas používá pouze koncepci balonových nádrží, jež jsou zhotoveny z tenkého ocelového plechu a pevnost a tvarová přesnost je udržována tlakem plynu uvnitř nádrže.

## Varianty
- Atlas IIIA – základní varianta s jednomotorovým Centaurem IIIA
- Atlas IIIB – varianta s dvoumotorovým Centaurem IIIB
- Atlas IIIB SEC – varianta s jednomotorovým Centaurem V1
- Atlas IIIB DEC – varianta s dvoumotorovým Centaurem V2
- Atlas IIR – alternativní značení Atlasu IIIA, „R“ označuje ruské motory
- Atlas IIAR – alternativní značení Atlasu IIIA, „R“ označuje ruské motory

## Lety
Všechny starty Atlasu III se konaly v Launch Complex 36B na Cape Canaveral. Typický start vypadal následovně: Několik sekund před startem jsou zažehnuty obě komory motoru RD-180. Motor je předem naprogramován tak, aby bylo dosaženo co možná největší účinnosti. Zhruba 2 minuty po startu dosahuje celkové přetížení hodnoty 4g a motor snižuje tah kvůli úspoře paliva, po třech minutách letu dosahuje přetížení 5,5g a dochází k separaci prvního stupně. Stupeň Centaur je pak několikrát zažehnut pro přesné navedení na požadovanou dráhu a po přibližně 23 minutách od startu je odpojen náklad.
- 24. května 2000 – První let, úspěšně dopraven satelit Eutelsat W4.
- 21. února 2002 – Echostar 7
- 12. dubna 2003 – AsiaSat 4
- 18. prosince 2003 – USA 174, komunikační satelit US NAVY
- 13. března 2004 – MBSAT, civilní satelit
- 3. února 2005 – USA 181, tajný náklad